# Scopula microphylla
Scopula microphylla là một loài bướm đêm trong họ Geometridae.